# Вердау
Вердау (нім. Werdau) — місто у Німеччині, районний центр, розташований у землі Саксонія. Підпорядкований адміністративному округу Хемніц. Входить до складу району Цвіккау. Населення становить 20 471 ос. (станом на 31 грудня 2020). Площа — 65,60 км². Офіційний код району — 14 1 93 490.
Місто поділяється на 4 міських райони.

## Уродженці
- Йоганнес Бахманн (1890—1945) — німецький військово-морський діяч.

## Галерея

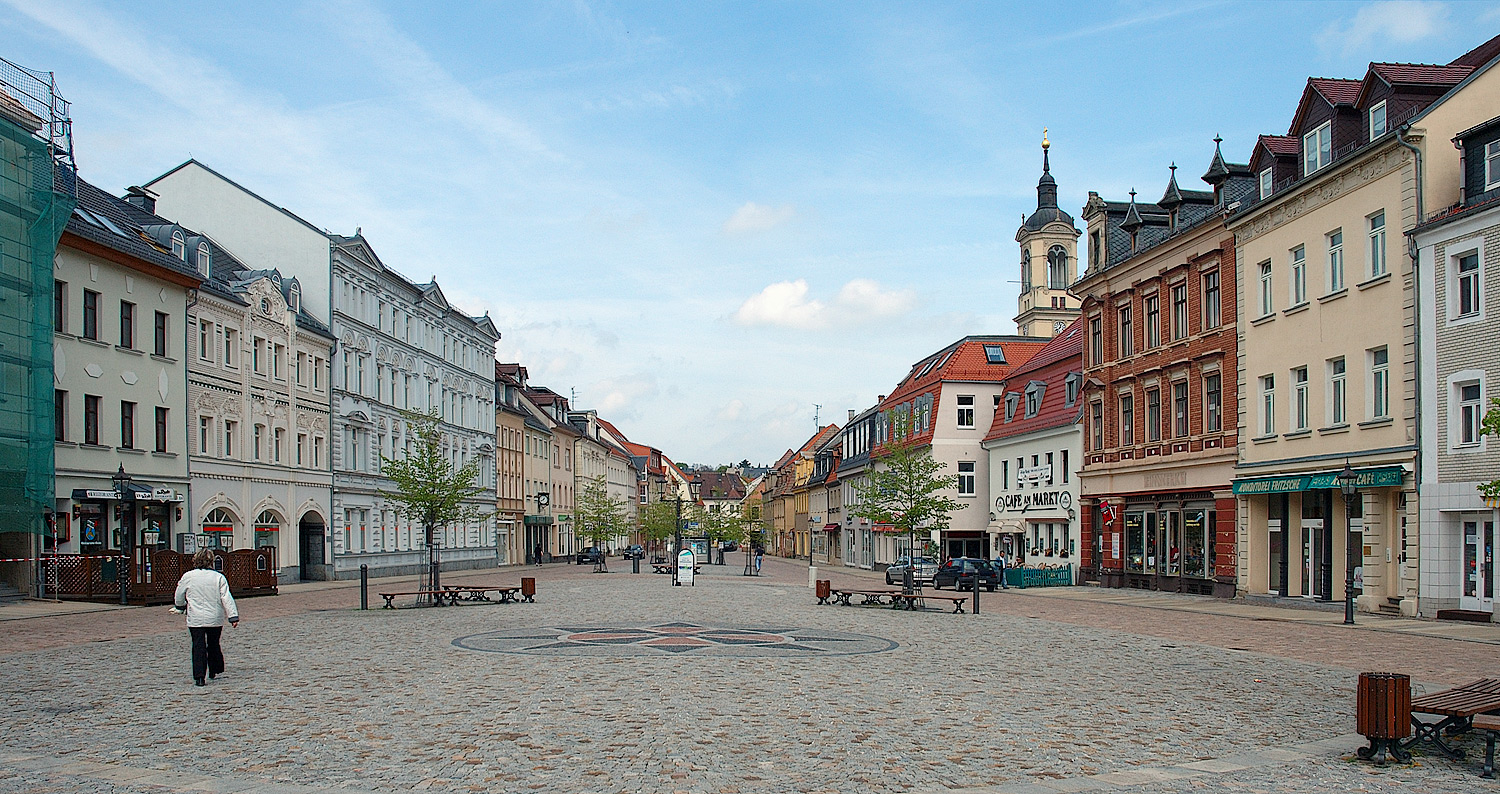
Ринок
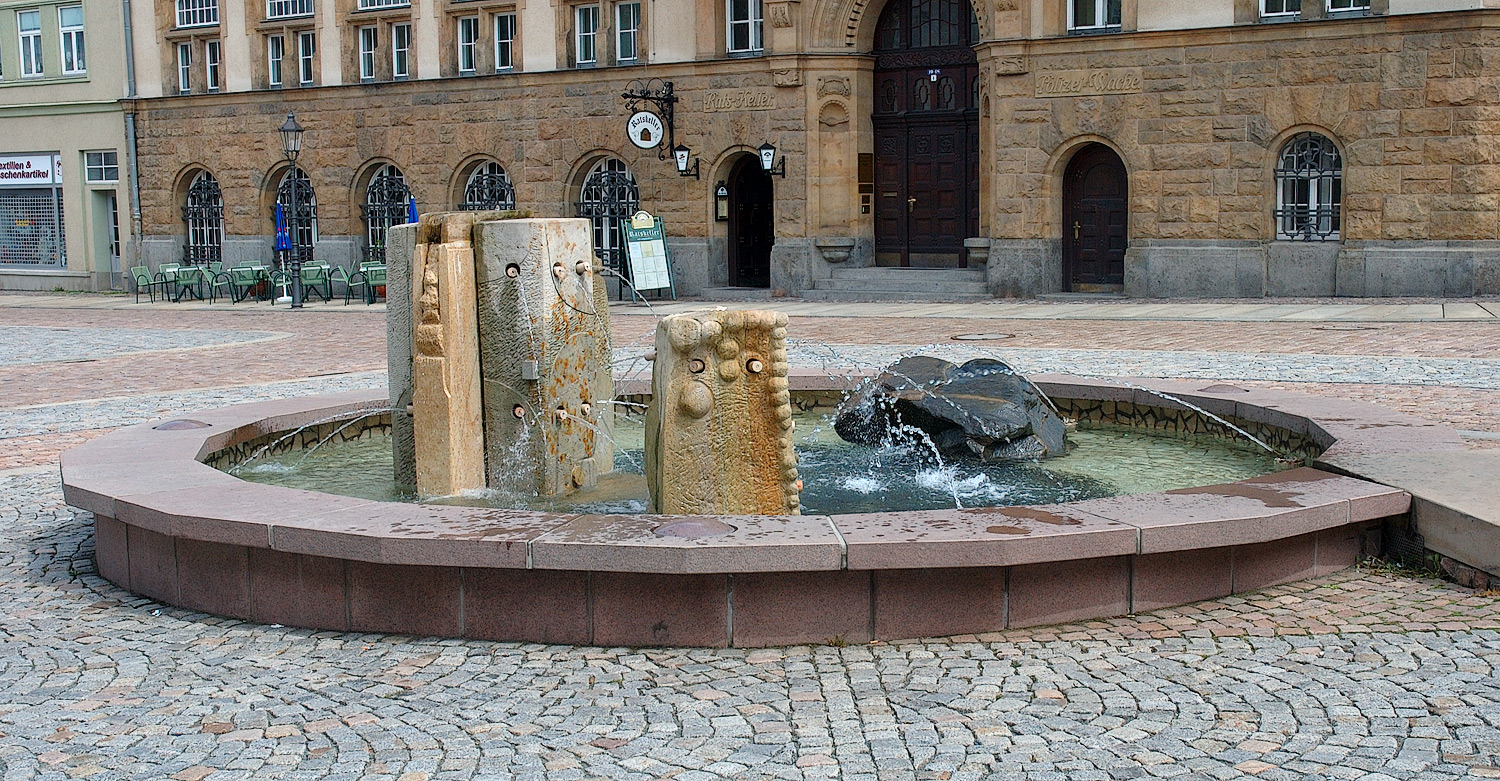
Фонтан на ринковій площі
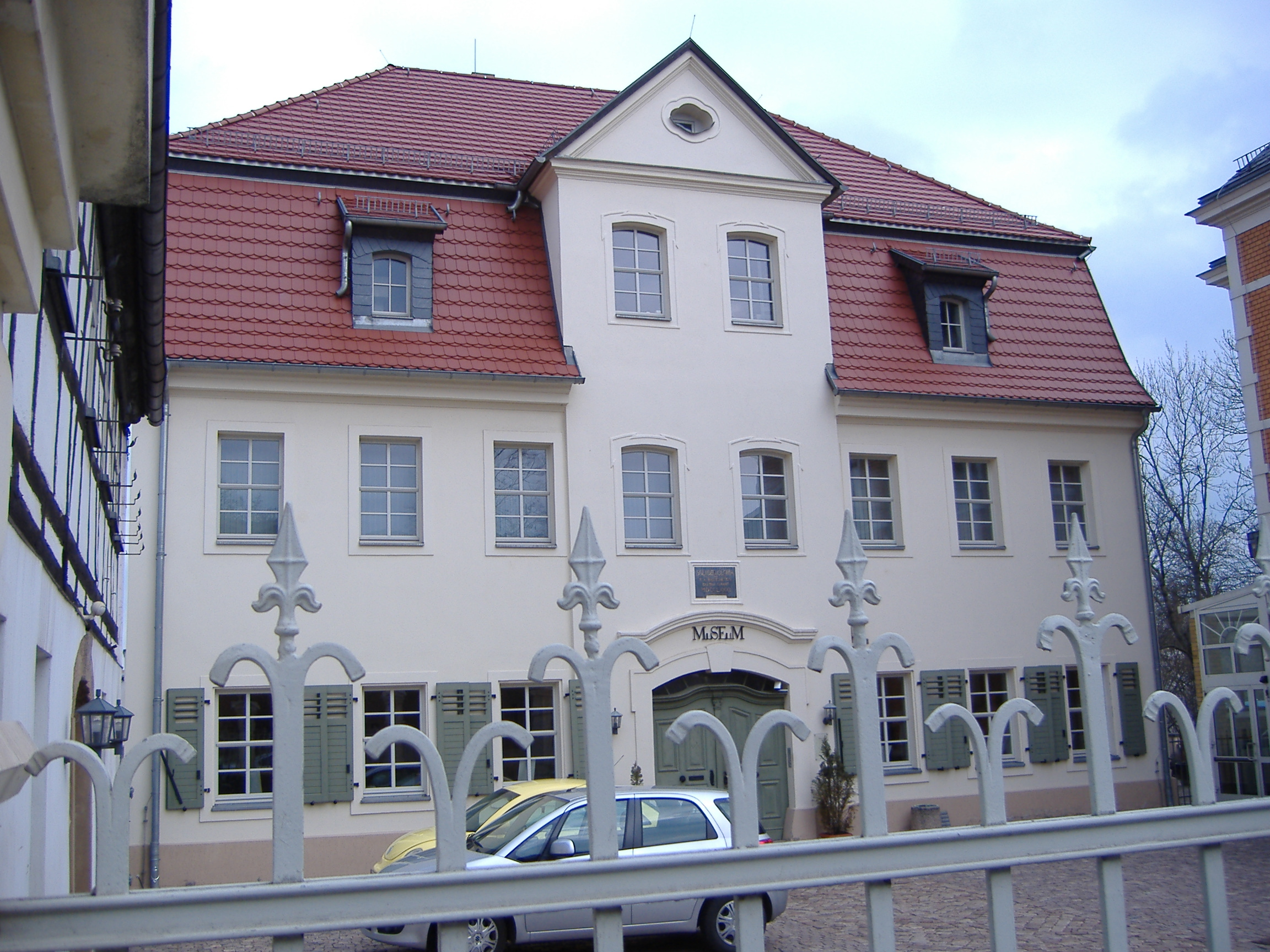
Музей міста
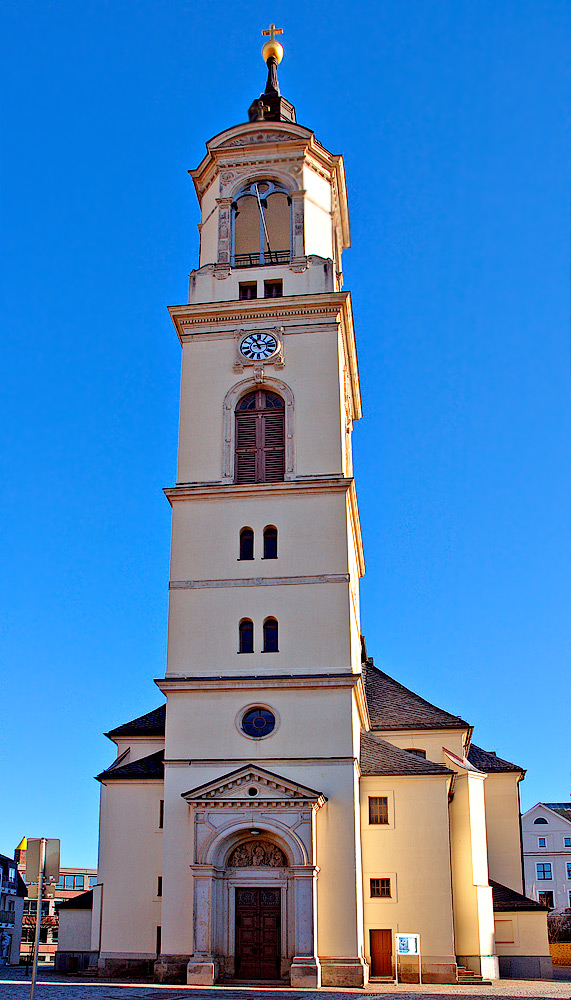
Церква Св. Марії
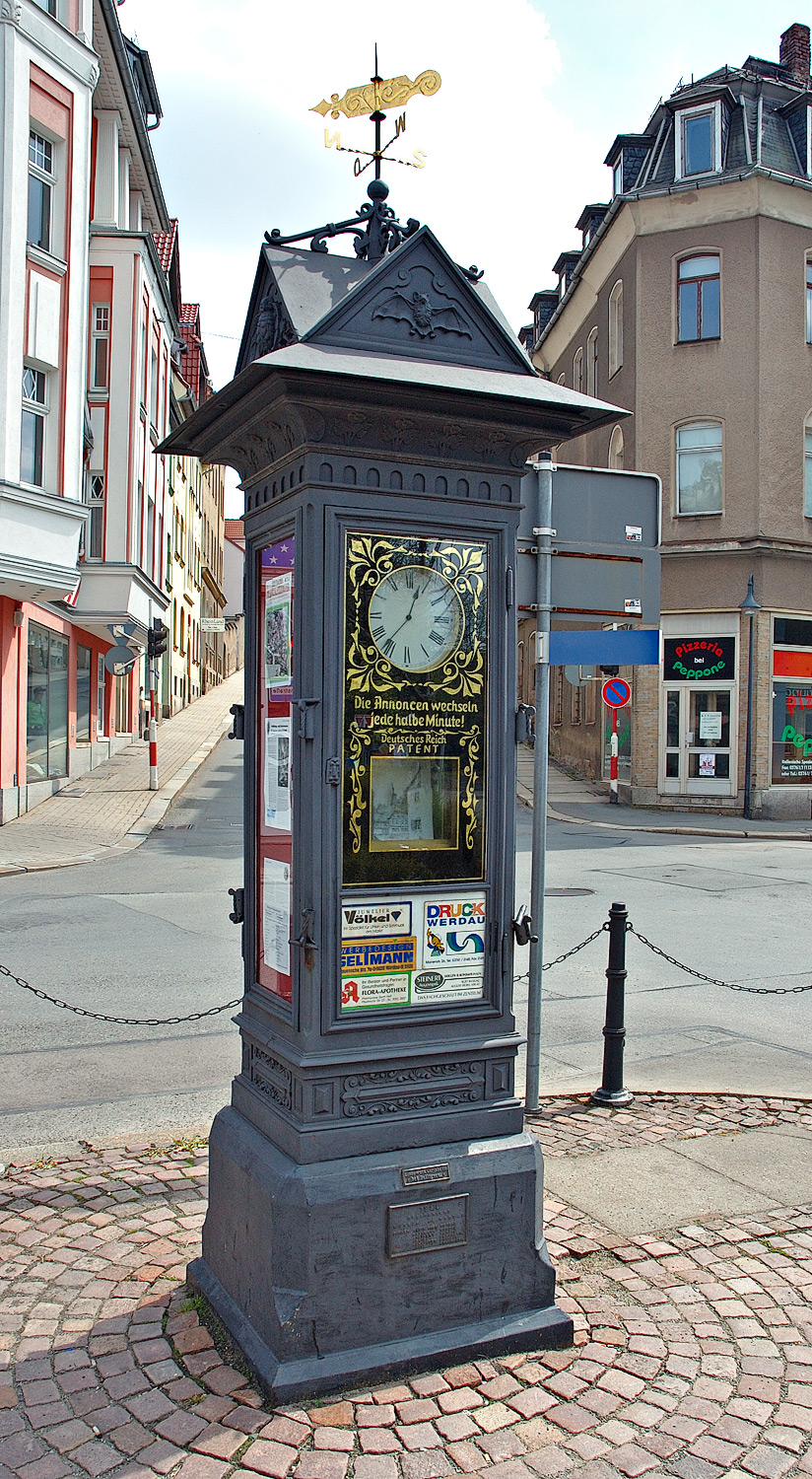
"Годинник сповіщень"
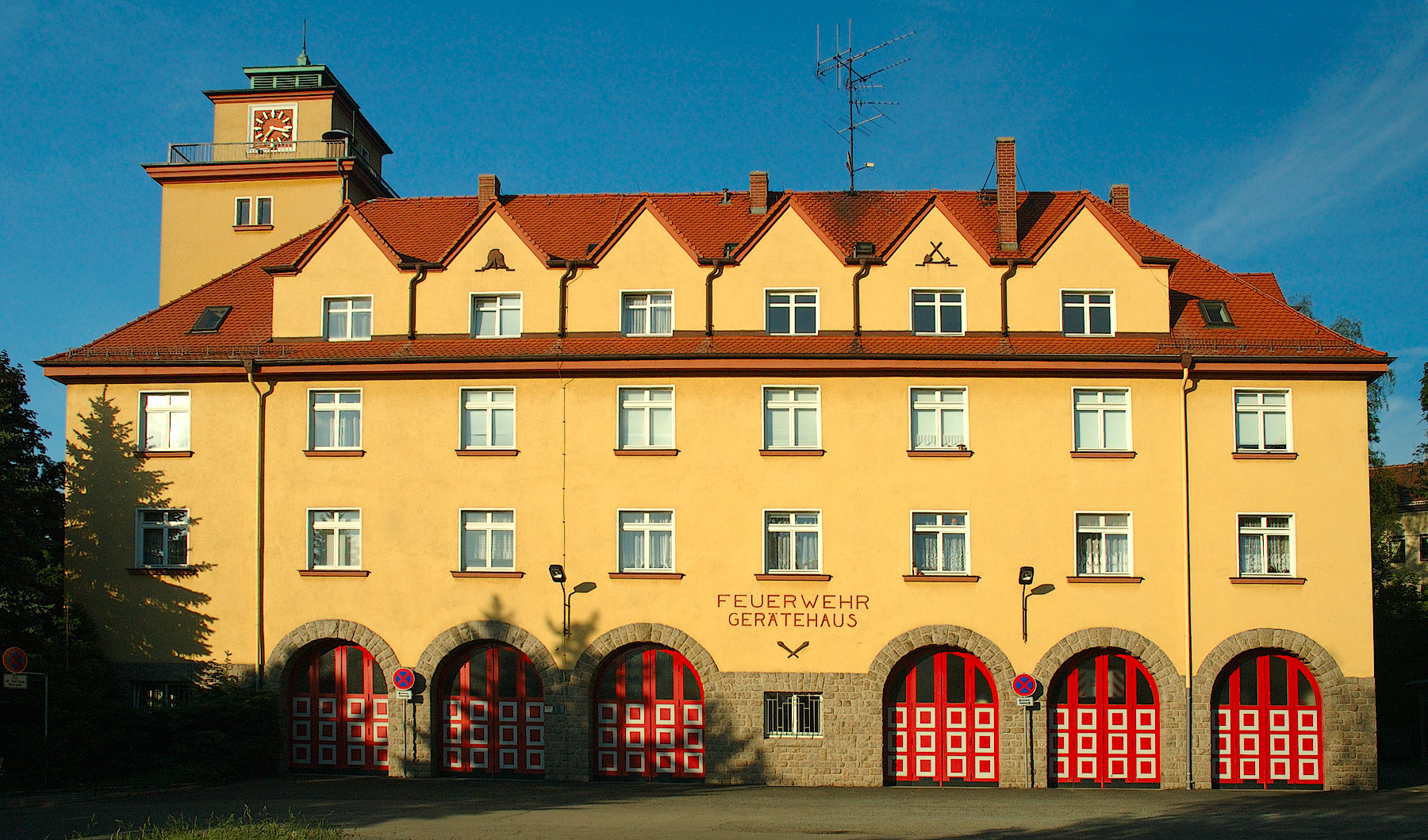
Пожежна станція